# Les Cheveux du baron de Münchhausen
Pour les articles homonymes, voir Münchhausen.

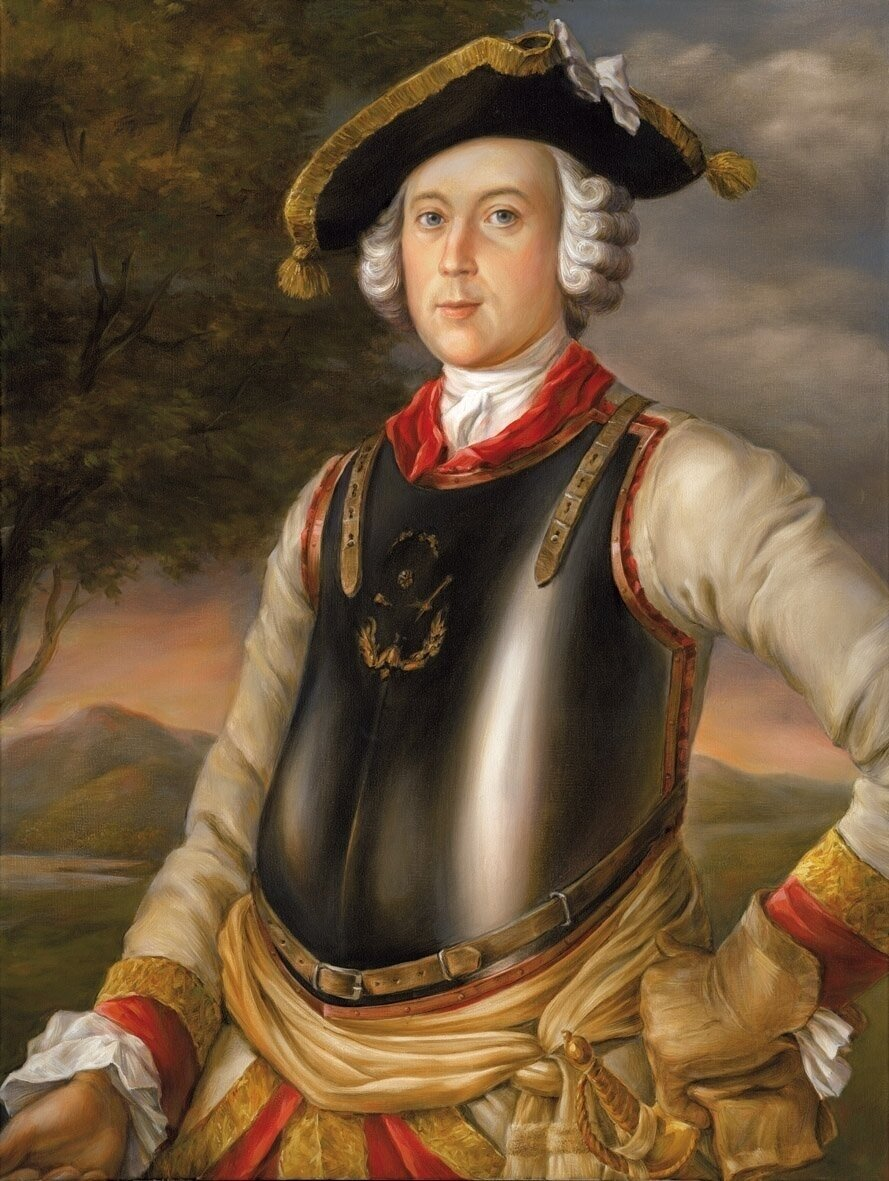
Portrait du baron de Münchhausen

Les Cheveux du baron de Münchhausen est un ouvrage du psychologue, psychothérapeute, psychanalyste jungien et sociologue américain Paul Watzlawick paru en 1988, puis en français aux éditions du Seuil en 1991. 

## Présentation
Le sous-titre que Paul Watzlawick a donné à son livre Psychothérapie et Réalité est significatif de sa théorie fondée sur le fait que la connaissance que l'homme a des phénomènes résulte d'une construction de l'individu, d'où son nom de constructivisme. 
Les aventures du baron de Münchhausen reposent sur une légende qui prétend qu'il se prit lui-même par les cheveux pour se sauver, ainsi que son cheval, d'une noyade certaine. C'est donc une métaphore que Paul Watzlawick propose : peut-on à l'image du baron de Münchausen espérer se tirer d'une situation compromise et même désespérée en reconsidérant le regard qu'on porte sur la vie, en remettant en cause les préceptes qui nous ont toujours guidés mais se sont révélés inopérants dans une situation imprévue et dramatique ?
C'est à cette question que s'attelle Paul Watzlawick dans ce livre, non pas par la réponse qu'il lui apporte que par la démarche qu'il adopte et les conditions qu'il met pour opérer ce changement. Dans cette logique il montre bien le chemin à parcourir pour agir sur la réalité avec efficacité, le tout dans le prolongement de sa réflexion sur les mécanismes de la communication qu'il a développée avec l'école de Palo Alto dont il est l'un des principaux fondateurs.

## Structure et sommaire

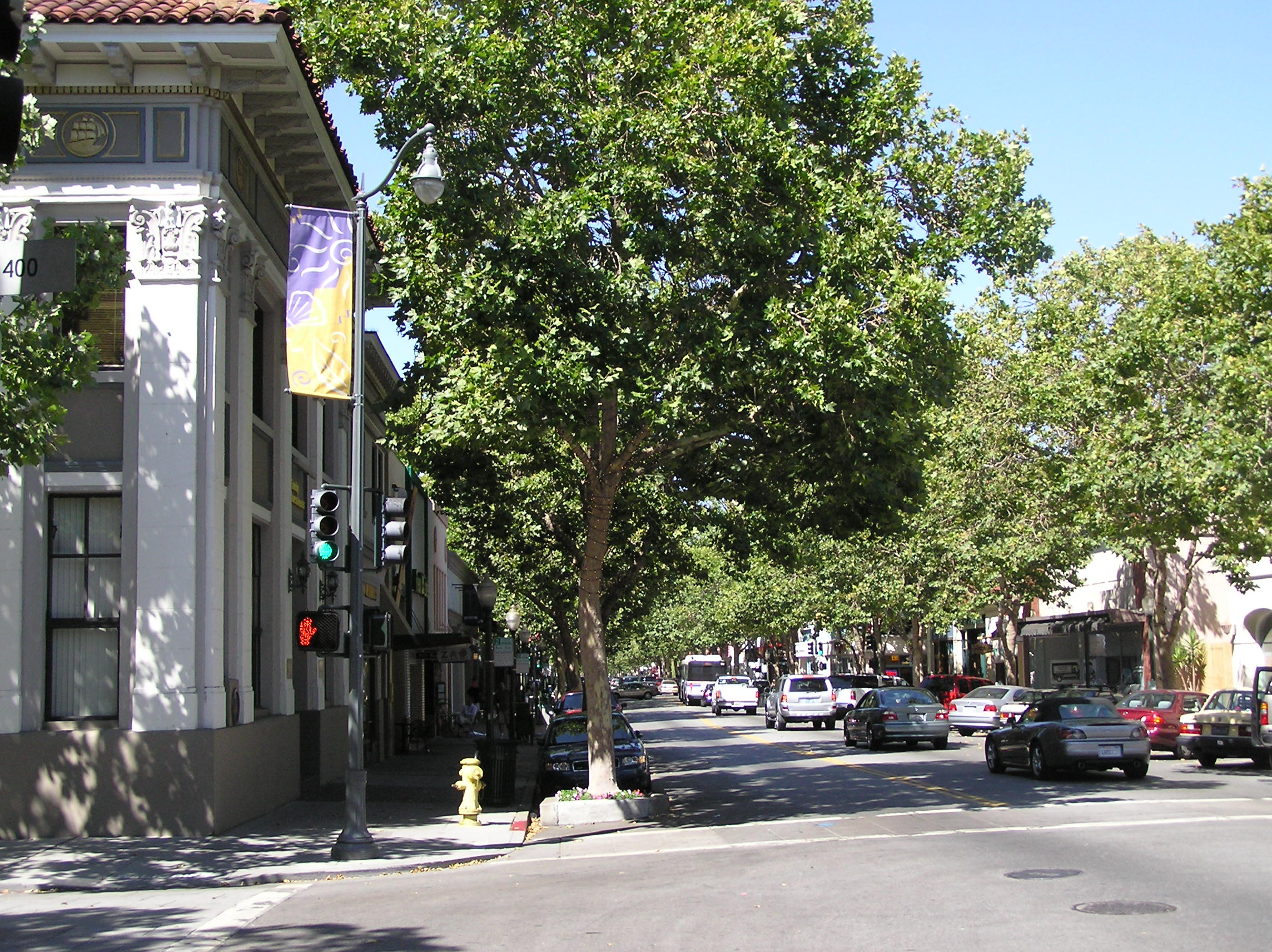
L'avenue de l'université à Palo-Alto

- Formes et essence des relations humaines
- La nouvelle conception de l'homme en psychiatrie
- La dépression consécutive à une attaque d'apoplexie : un exemple de thérapie familiale brève centrée sur le problème
- Applications d'éléments hypnotiques en thérapie familiale
- Thérapies brèves et troubles schizophréniques
- La communication imaginaire
- Adaptation à la réalité ou 'réalité' adaptée ? Constructivisme et psychothérapie
- Styles de vie et 'réalité'
- Management ou la construction de réalités
- Les cheveux du baron de Münchhausen et l'échelle de Wittgenstein
- Avec quoi construit-on des réalités idéologiques ? Vers un avenir de communications.